# Venezillo ramsdeni
Venezillo ramsdeni är en kräftdjursart som först beskrevs av Lee Boone 1934.  Venezillo ramsdeni ingår i släktet Venezillo och familjen Armadillidae. Inga underarter finns listade i Catalogue of Life.